# 1,2-다이클로로에테인
1,2-다이클로로에테인(1,2-dichloroethane)은 화학물질의 하나로 염화에틸렌라고도 하며, 이염화 에틸렌(ethylene dichloride, EDC)이라는 이름으로도 알려져있다. 이 물질은 주로 PVC 생산을 위한 주요 물질인 폴리염화 단량체(vinyl chloride monomer, VCM, chloroethene)를 제조하는 데 주로 사용된다. 또한 유기화합물을 합성하는 데 중간체나 용매로도 많이 사용된다. 다이클로로에테인의 이성질체이다.

## 같이 보기
- 클로로에틸렌
  - 트라이클로로에틸렌
    - 1,1,1-트라이클로로에테인 (1,1,1-Trichloroethane)

  - 테트라클로로에틸렌 (Tetrachloroethylene)
- 다이클로로에테인
  - 1,1-다이클로로에테인 (1,1-Dichloroethane)
- 에틸렌다이아민
- 염화에틸렌
- 에틸 사 (Ethyl Corporation)